# Окусири (остров)
Окуси́ри (яп. 奥尻島) — вулканический остров в Японском море примерно в 20 км от юго-западного побережья Хоккайдо, от которого отделён прол. Окусири. Принадлежит Японии, префектуре Хоккайдо, округу Хияма. Административный центр — посёлок Окусири. Площадь острова — 142,97 км², окружность — 84 км. Протяжённость с севера на юг 27 км, с запада на восток до 11 км.

## География
Рельеф острова гористый, высшая точка — гора Камуи, высотой 584 м. Побережье скалистое. У побережья имеются кекуры причудливой формы. Преобладающие ландшафты острова — буковые леса и пастбища. Имеется термальный источник.

## Стихийные бедствия
12 июля 1993 года в окрестностях острова произошло землетрясение магнитудой 7,7 балла, сопровождаемое волной цунами (которая вызвала разрушения и на берегах Приморского края). В общей сложности, в префектуре Хоккайдо от землетрясения и вызванных им цунами и оползней погибло 230 человек. Сильнее всего пострадал остров Окусири, где было 198 погибших. После землетрясения остров опустился в разных местах от 5 до 80 см. Численность населения стала медленно сокращаться и продолжает уменьшаться в настоящее время.

## Экономика и население
В центре восточного побережья острова расположен крупнейший населённый пункт — посёлок Окусири. Основное шоссе пролегает по восточному побережью от посёлка Аонаэ на юге до посёлка Кантахама на севере. На вершине г. Камуи расположены части ПВО Военно-Воздушных сил Самообороны Японии и Центр Управления воздушным движением. Основными отраслями хозяйственной деятельности на острове является рыболовство (ловля кальмара и сбор морских ежей) и туризм. Самым известным мероприятием событийного туризма является ежегодный (проводится с 2013 года) Лунный марафон. Он проводится в июне, во время полнолуния. Гонка начинается в 15.00 и заканчивается с наступлением темноты.

## Транспорт
Из аэропорта Хакодате на Окусири ежедневно осуществляется один авиарейс. Кроме того, регулярно осуществляется паромное сообщение с городами Эсаси (время в пути 2 ч 20 мин.) и Сетаной (1 ч. 40 мин.) Зимой количество рейсов сокращается. Местный пригородный автобус курсирует по острову круглый год.